# Itamari
Itamari es un municipio brasileño del sur del estado de Bahía y se encuentra a unos 320km de la capital del Estado. Ocupa un área de 132,5km², su clima es caliente y húmedo, con una precipitación pluviométrica que varia en torno a los 1200 mm anuales y una temperatura media de 24º a 35 °C. La altitud de la región es de aproximadamente 200 metros encima del nivel del mar. Se encuentra a 13º 47’ de latitud sur y 39° 40 de longitud oeste.

## Economía
Su economía principal es el cultivo del cacao, aunque la ganadería tiene una participación significativa.